# Matéri
Matéri est une commune et une ville du nord-ouest du Bénin, municipalité du département de l'Atacora. Située à e 627 km de Cotonou, la commune de Matéri est une destination prisée pour les touristes. Avec deux autres communes sœurs, Matéri a le privilège d'abriter le parc national de la Pendjari, un des plus remarquables attraits touristiques du Bénin qui couvre 275 000 ha, et qui reste à ce jour, l’une des plus belles réserves de l’Afrique de l’Ouest, depuis 1961. Prise seule, la commune de Matéri couvre une superficie de 1740 Km2, et est découpée en six (06) arrondissements à savoir :: Matéri, Dassari, Gouandé, Nodi, Tantéga et Tchianhoun-Cossi, qui à leur tour sont éclatés en 55 villages.
Matéri, c’est également une terre de sportifs pour son altitude élevée. C’est donc sans surprise que ce territoire soit l’origine de plusieurs athlétes de haut niveau comme Noélie YARIGO, coureuse de fond, spécialiste du 800 mètres surnommée Guéparde du Pendjari, actuelle championne de France de sa catégorie, Mathieu Gnanligo champion du 400 mètres des Jeux de la Francophonie 2005 ou encore l'intrépide internationale béninoise Yolande Gnammi.

## Géographie
Matéri est une commune située au nord-ouest du pays dans le département de l'Atacora. D’une superficie de 4 800 km2, elle est limitée au nord par le Burkina Faso, à l'ouest par le Togo, au sud par la commune de Cobly, au sud-est par la commune de Tanguiéta, à l'est par le parc national de la Pendjari.
Le relief y est relativement peu accidenté, avec quelques collines à l'est. L'altitude de ce vaste glacis formé sur des grès de schistes voltaïens est faible, comprise entre 150 et 250 m.
Le climat est de type soudano-guinéen, avec une saison sèche qui s’étend généralement de novembre à avril, avec une température maximale journalière entre 34 et 40 °C.
C'est la saison pluvieuse, entre mai et octobre, qui détermine pour l’essentiel le calendrier agricole local. La plus forte pluviosité s’observe en août et septembre. La température moyenne est d’environ 27 °C avec des variations comprises entre 17 °C et 35 °C.
La végétation est clairsemée, faite de savane arborée et arbustive. Elle devient luxuriante pendant la saison des pluies.
Souvent temporaires, un nombre important de cours d’eau appartenant au bassin de la Pendjari irrigue le territoire de la commune.

## Population
Lors du recensement de 2013 (RGPH-4), la commune comptait 113 958 habitants, dont 24 490 pour l'arrondissement de Matéri.
Globalement Matéri est peuplé essentiellement de Berba et de Gourmantché. Cependant une analyse plus fine permet de distinguer cinq sous-groupes linguistiques : quatre de type byali : Laswalbe, Laputibe, Lanutibe et Pianguebe, et le cinquième, les Tantabe, dont le parler est plus proche du gourmantché. Matéri est également peuplé,dans une mésure moindre, de peulh qui se répartissent un peu partout sur le territoire communal.

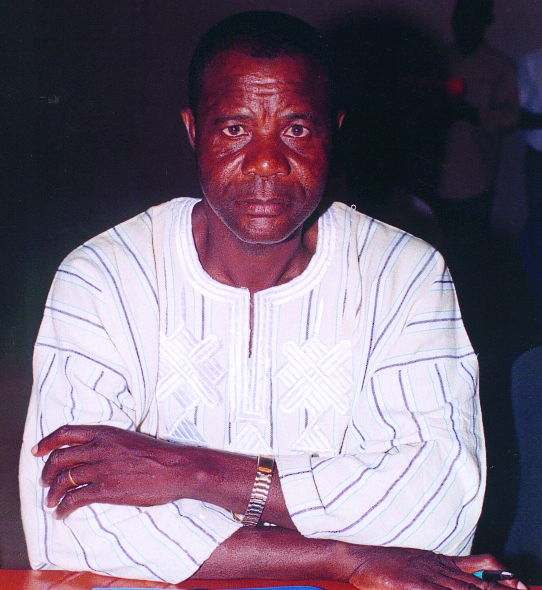
Ancien maire de la commune de Matéri, Badoun Yao

## Histoire
Pour les origines, le recoupement de plusieurs sources historiques atteste que les populations qui habitent l’actuelle commune de Matéri ont une origine commune, même si les itinéraires de migration ne sont pas identiques. Les groupes socioculturels tels que les Sihibé de Gouandé, de Tchanhoun-Cossi et de Tantéga seraient venus de Nouhoun (Burkina-Faso). Les Sakwebe et les groupes alliés des trois (03) arrondissements précédemment cités seraient venus de Fada N’gourma (Burkina-Faso). Il apparaît clairement que les populations de Matéri ont une origine commune : le Burkina-Faso. D’ailleurs l’unicité de la langue Biali parlée, la pratique par tous du Kyéné qui est une cérémonie coutumière, confirment la véracité des sources historiques.

## Économie

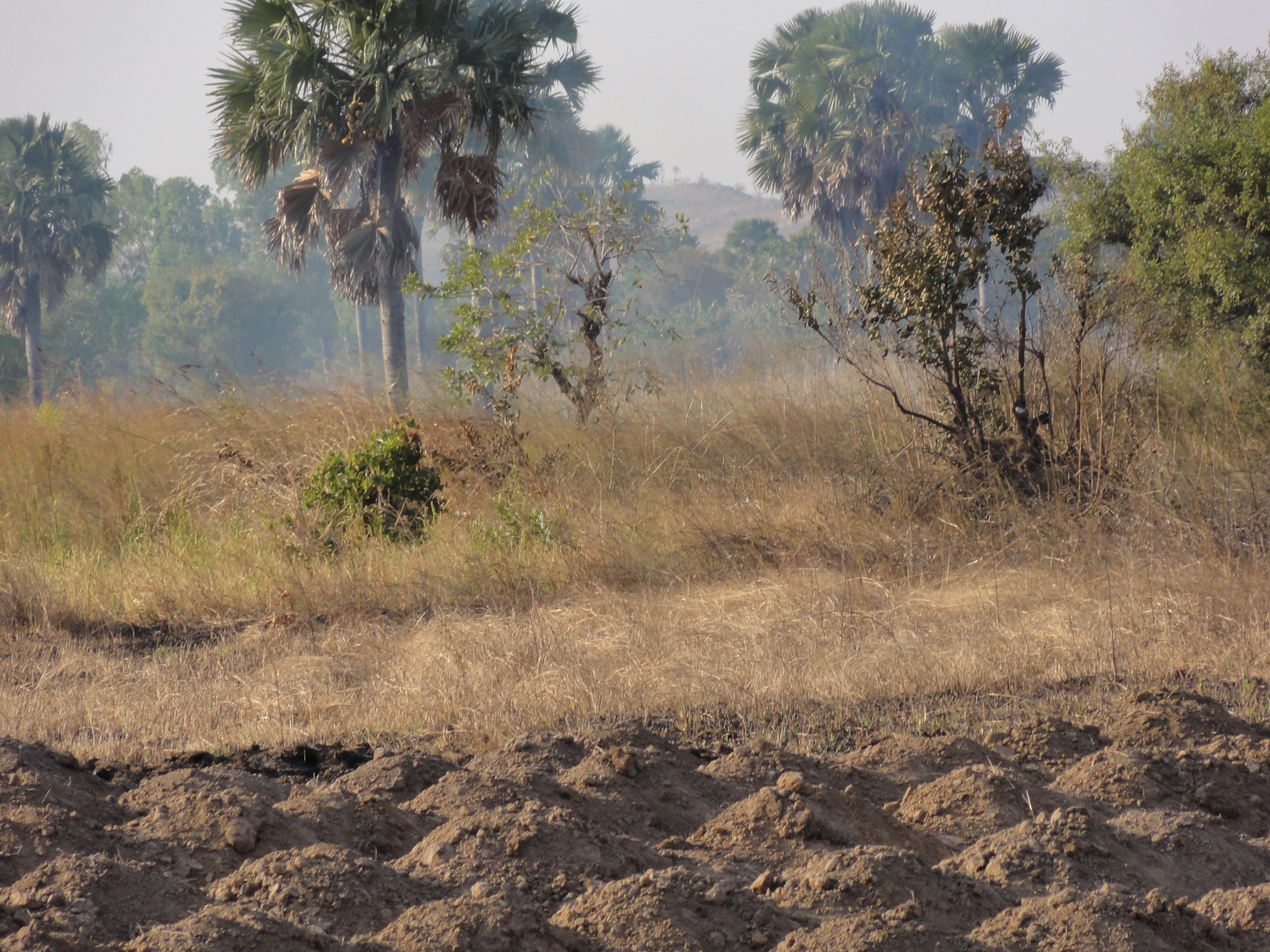
Cultures à Matéri

À Matéri, 90 % de la population active vit d'une agriculture surtout vivrière, assez diversifiée. On y cultive des céréales (maïs, sorgho, mil, riz), des légumineuses (niébé, voandzou et arachide), de l'igname. Les jardins maraîchers commencent à se développer notamment grâce aux barrages. Une filière commerciale s'est organisée autour de la culture du coton.
La pêche est pratiquée principalement sur la rivière Pendjari et ses affluents, moins par les autochtones que par les Burkinabé, les Maliens et les Ghanéens installés dans des villages tels que Porga, Nambouli ou Tapanga.

## Religion
Les religions dominantes les croyances traditionnelles, le catholicisme, le christianisme céleste et l'islam.

## Galerie de photos

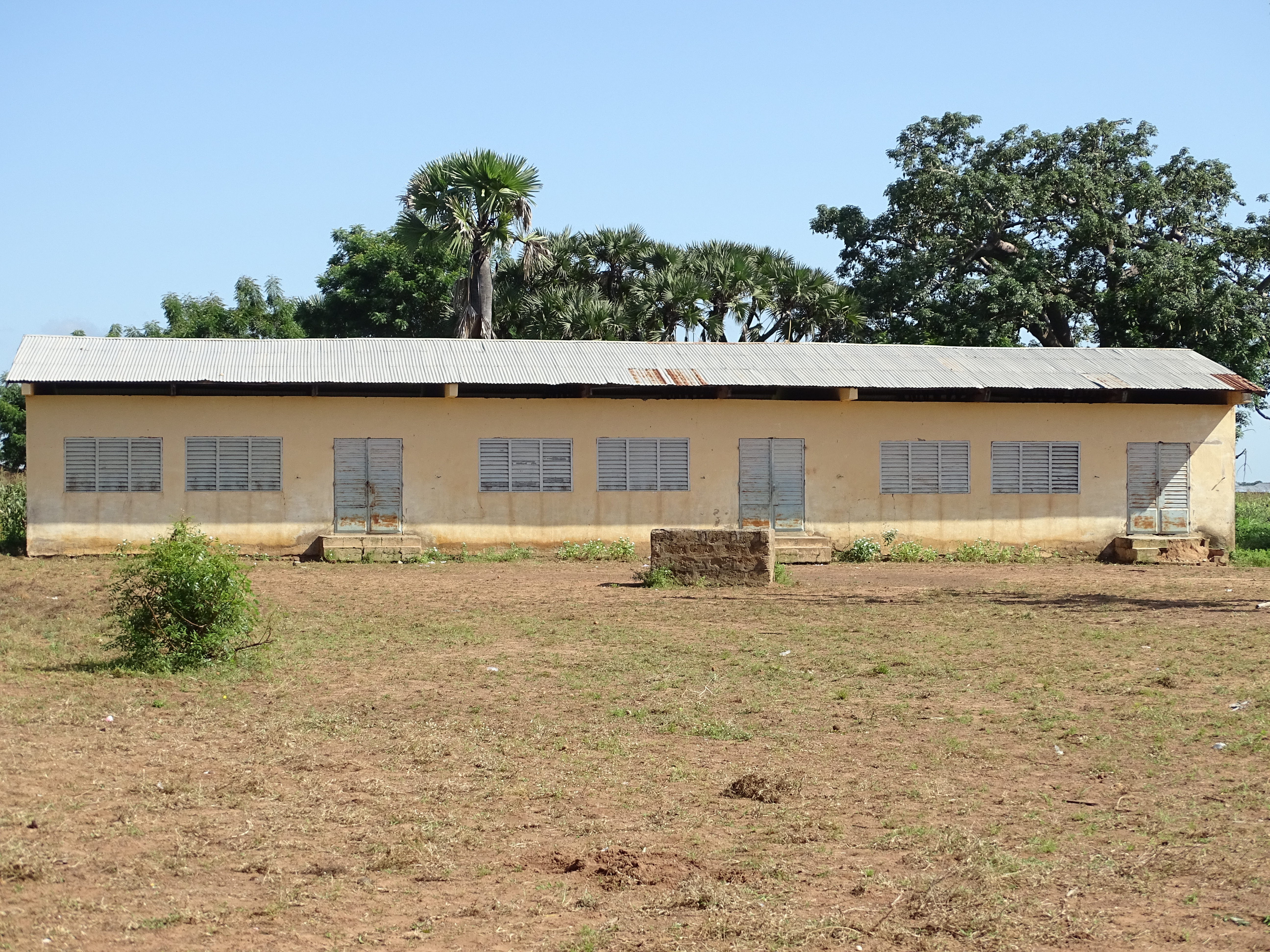
École primaire publique Benin_Yambiarga commune de Matéri
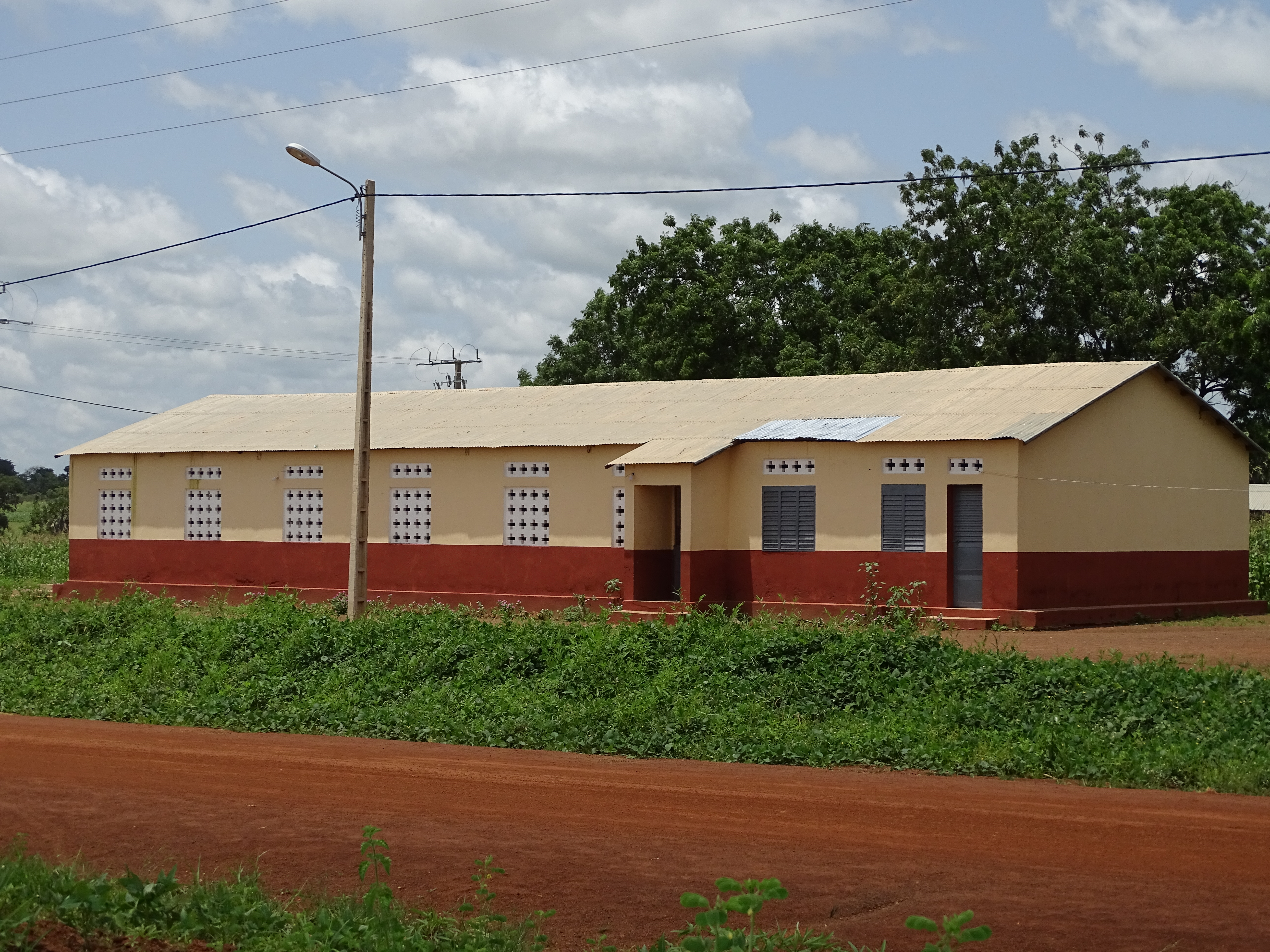
Eglise à Tétonga à Matéri